# 拜克冰川
拜克冰川（英語：Biker Glacier），是南極洲的冰川，位於維多利亞地的斯科特海岸，全長4公里，流經利特爾佩奇山和迪爾伯恩山之間，最終注入麥基冰川，在1995年由新西蘭地理委員會命名，現時由南極條約體系管理。